# Austria en los Juegos Olímpicos de Pekín 2008
Austria estuvo representada en los Juegos Olímpicos de Pekín 2008 por un total de 70 deportistas que compitieron en 16 deportes.  
El portador de la bandera en la ceremonia de apertura fue el regatista Hans-Peter Steinacher.

## Medallistas
El equipo olímpico austríaco obtuvo las siguientes medallas:
| Nombre                   | Deporte               | Competición   |
| ------------------------ | --------------------- | ------------- |
| Oro                      |                       |               |
| —                        |                       |               |
| Plata                    |                       |               |
| Ludwig Paischer          | Judo                  | –60 kg M      |
| Bronce                   |                       |               |
| Mirna Jukić              | Natación              | 100 m braza F |
| Violetta Oblinger-Peters | Piragüismo en eslalon | K1 F          |